# Evangelische Kirche (Brombach)

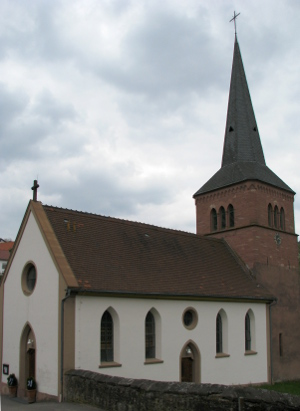
Maria-Magdalena-Kirche

Die Maria-Magdalena-Kirche in Brombach, einem Stadtteil von Eberbach im Rhein-Neckar-Kreis im Nordwesten Baden-Württembergs, wurde im 13. Jahrhundert erbaut. Die Kirchengemeinde gehört zum Kirchenbezirk Neckargemünd-Eberbach der Evangelischen Landeskirche in Baden.

## Geschichte
Brombach wurde im 12. Jahrhundert von den Herren von Steinach im Auftrag des Bischofs von Worms angelegt. Aufgrund des Baubefunds geht man davon aus, dass schon im folgenden Jahrhundert die Kirche gebaut wurde. Sie war Filiale der Peterskirche von Heddesbach und Maria Magdalena geweiht. Die Landschad von Steinach führten schon früh das lutherische Bekenntnis ein.
Im 19. Jahrhundert wurde das Langhaus nach Westen verlängert und Seitenportale eingebaut sowie der Kirchturm aufgestockt. Um 1900 wurden die Wandmalereien aus dem 15. Jahrhundert freigelegt. Aufgrund der Zugehörigkeit zur Kurpfalz gab es in Brombach bis zum Zweiten Weltkrieg fast ausschließlich Protestanten. Erst mit der Aufnahme von Heimatvertriebenen gab es nach dem Krieg eine größere Zahl Katholiken.

## Beschreibung
Die geostete Kirche steht im Süden von Brombach. Vermutlich war sie einst ein Wehrbau. Der gotische Unterbau des Chorturms stammt aus dem 13. Jahrhundert. Das neugotische Glockengeschoss und das Helmdach wurden im 19. Jahrhundert erbaut. Die drei östlichen Achsen des Langhauses stammen wohl aus dem 15. Jahrhundert, die anderen beiden wurden bei der Erweiterung im 19. Jahrhundert angebaut.

## Wandmalereien
Im Innern finden sich Wandmalereien aus der ersten Hälfte des 15. Jahrhunderts: Heiligendarstellungen, das Jüngste Gericht und die vier Evangelistensymbole. Die Orgel wurde 1972 von Ernest Mühleisen aus Straßburg erbaut. Das Instrument hat acht Register auf zwei Manualen und Pedal.